# Szahrak-e Parwaz
Szahrak-e Parwaz (pers. شهرك پرواز) – wieś w południowym Iranie, w ostanie Hormozgan, na wyspie Keszm. W 2006 roku miejscowość liczyła 105 mieszkańców w 33 rodzinach.